# Lijst van Nederlandse medaillewinnaars op de Europese kampioenschappen atletiek onder 23 jaar
Dit is een lijst van Nederlandse medaillewinnaars op de Europese kampioenschappen atletiek onder 23 jaar.
- Corrie de Bruin – discuswerpen (57,72) – Turku 1997
- Rutger Smith – discuswerpen (59,90) – Bydgoszcz 2003
- Laurien Hoos – zevenkamp (6291) – Erfurt 2005
- Eelco Sintnicolaas - tienkamp (8112) - Kaunas 2009
- Dafne Schippers - 100 m (11,13) - Tampere 2013
- Douwe Amels - hoogspringen (2,28) - Tampere 2013
- Jip Vastenburg - 10.000 m (32.18,69) - Tallinn 2015
- Pieter Braun - tienkamp (8195) - Tallinn 2015
- Nadine Visser - 100 m horden (12,92) - Bydgoszcz 2017
- Jasmijn Lau - 10.000 m (32.30,49) - Tallinn 2021
- Jorinde van Klinken - discuswerpen (63,02) - Tallinn 2021
- Jessica Schilder - kogelstoten (18,11) - Tallinn 2021
- Alida van Daalen - kogelstoten (18,32) - Espoo 2023
- N'ketia Seedo - 100 m (11,22) - Espoo 2023
- Stefan Nillessen - 1500 m (3.43,35) - Espoo 2023
- Alida van Daalen - discuswerpen (56,77) - Espoo 2023
- Jonas Phijffers - 400 m (44,82) - Bergen 2025
- Niels Laros - 800 m (1.44,36) - Bergen 2025
- Stefan Nillessen - 1500 m (3.44,87) - Bergen 2025
- Niels Laros - 5000 m (13.44,74) - Bergen 2025

Zilver 
- Corrie de Bruin – kogelstoten (18,06) – Turku 1997
- Gert-Jan Liefers – 1500 m (3.44,60) – Göteborg 1999
- Koen Raymaekers – 10.000 m (29.15,24) – Amsterdam 2001
- Yvonne Wisse – zevenkamp (5895) – Bydgoszcz 2003
- Michel Butter - 10.000 m (29.12,95) - Debrecen 2007
- Jolanda Keizer - zevenkamp (6219) - Debrecen 2007
- Bianca Baak - 400 m horden (56,75) - Tampere 2013
- Koen Smet - 110 m horden (13,58) - Tampere 2013
- Denzel Comenentia - kogelstoten (19,86) - Bydgoszcz 2017
- Nick Smidt - 400 m horden (49,49) - Gävle 2019
- Sven Roosen - tienkamp (8056) - Tallinn 2021
- Sofie Dokter - zevenkamp (6256) - Espoo 2023
- Raphael Bouju - 100 m (10,17) - Espoo 2023
- Raphael Bouju - 200 m (20,68) - Espoo 2023
- Nsikak Ekpo - 100 m (10,30) - Bergen 2025
- Jeff Tesselaar - tienkamp (8108) Bergen 2025
- Stefan Nillessen - 3000 m steeple (8.20,48) - Bergen 2025

Brons 
- Monique de Wilt – polsstokhoogspringen (3,80) – Turku 1997
- Rutger Smith – kogelstoten (20,18) – Bydgoszcz 2003
- Thomas Kortbeek – 400 m horden (49,68) – Bydgoszcz 2003
- Gregory Sedoc – 110 m horden (13,55) – Bydgoszcz 2003
- Daniël Ward, Daniel de Wild, Sjors Kampen, Robert Lathouwers - 4 x 400 m (3.04,99) - Erfurt 2005
- Melissa Boekelman - kogelstoten (17,88) - Ostrava 2011
- Marit Dopheide - 200 m (23,32) - Ostrava 2011
- Jesper van der Wielen - 5000 m (14.23,31) - Ostrava 2011
- Hensley Paulina - 100 m (10,48) - Tampere 2013
- Dafne Schippers - verspringen (5,59) - Tampere 2013
- Nadine Visser - 100 m horden (13,01) - Tallinn 2015
- Laura de Witte - 400 m (52,51) - Bydgoszcz 2017
- Joris van Gool - 100 m (10,27) - Gävle 2019
- Jasmijn Lau - 10.000 m (33.35,66) - Gävle 2019
- Ramsey Angela - 400 m horden (49,07) - Tallinn 2021
- Diane van Es - 5000 m (15.48,4) - Tallinn 2021
- Amina Maatoug - 5000 m (15.50,83) - Espoo 2023
- Sven Roosen - tienkamp (8128) - Espoo 2023
- Yannick Rolvink - kogelstoten (19,01) - Bergen 2025